# Chip Roy
Charles Eugene Roy dit Chip Roy, né le 7 août 1972 à Bethesda (Maryland), est un homme politique américain. Membre du Parti républicain, il est élu du Texas à la Chambre des représentants des États-Unis depuis 2019.

## Biographie

### Études et débuts en politique
Chip Roy est étudiant à l'université de Virginie, où il obtient un baccalauréat universitaire en 1994 et un master l'année suivante. Alors qu'il participe à la campagne sénatoriale de John Cornyn, il étudie le droit. Il sort diplômé d'un doctorat en droit de l'université du Texas à Austin en 2003.
Il travaille pour plusieurs élus républicains du Texas, notamment pour Cornyn (2002-2006) puis pour le gouverneur Rick Perry. En 2010, il est le prête-plume de Perry pour son livre Fed Up!. Il dirige le bureau des relations fédérales et étatiques du Texas de 2011 à 2012.
Après l'élection de Ted Cruz au Sénat en 2012, Roy devient le directeur de cabinet du sénateur du Texas. À ce poste, il participe activement à l'arrêt des activités gouvernementales fédérales de 2013, poussant les républicains à rejeter un budget comprenant des fonds pour l'Obamacare. En 2014, Roy devient conseiller de campagne de Cruz, un changement de poste vu par la presse comme le signe d'une future campagne présidentielle pour 2016. De 2014 à 2016, il travaille également pour le procureur général Ken Paxton.
En 2011, on lui diagnostique un lymphome de Hodgkin.

### Représentant des États-Unis
Lors des élections de 2018, le représentant républicain Lamar S. Smith — élu depuis les années 1980 — se retire. Roy se présente alors à la Chambre des représentants des États-Unis dans le 21e district du Texas, qui s'étend du nord de San Antonio à Austin et comprend le Texas Hill Country,. Durant la primaire républicaine, il est notamment soutenu par Ted Cruz et le Club for Growth (en), qui dépense plus d'un million de dollars en sa faveur. Il arrive en tête des 18 candidats participant au premier tour de la primaire avec 27 % des voix, devant Matt McCall à 16,9 % et William Negley à 15,5 %. Alors que McCall s'est présenté deux fois face à Smith, le représentant sortant apporte son soutien à Roy après le premier tour. Roy remporte le second tour en battant McCall avec 52,7 % des suffrages. Alors que Donald Trump a remporté la circonscription avec 10 points d'avance en 2016, Roy se trouve dans une élection plus serrée que prévu face au vétéran Joseph Kopser. Il est finalement élu avec 50 % des voix, devançant Kopser d'environ 2,6 points.
À la Chambre des représentants, il rejoint le Freedom Caucus, qui regroupe la droite du Parti républicain. Il est connu pour ses manœuvres d'obstruction parlementaire. En mai 2019, en étant le seul élu de la Chambre des représentants à s'opposer à un programme d'aide à des zones sinistrées par les ouragans Harvey et Maria, il retarde l'adoption du programme de plusieurs semaines. Son opposition au plan de 19 milliards de dollars, justifié par Roy par l'aggravation du déficit public, est critiqué par ses collègues démocrates et républicains, notamment texans alors que l'État devait recevoir des fonds.

## Prises de position
En mars 2022, il est l'un des huit seuls députés à voter contre la suspension des relations commerciales avec la Russie.
Il est un soutien de Ron DeSantis.